# Аксукентський сільський округ
Аксуке́нтський сільський округ (каз. Ақсукент ауылдық округі, рос. Аксукентский сельский округ) — адміністративна одиниця у складі Сайрамського району Туркестанської області Казахстану. Адміністративний центр — село Аксу.
Населення — 38286 осіб (2021; 34564 у 2009, 26457 у 1999, 24897 у 1989).
Станом на 1989 рік існувала Біловодська сільська рада (села Білі Води, Манкент, Чапаєво).

## Склад
До складу округу входять такі населені пункти:
| Населений пункт | Колишні назви               | Населення, осіб (1989) | Населення, осіб (1999) | Населення, осіб (2009) | Населення, осіб (2021) |
| --------------- | --------------------------- | ---------------------- | ---------------------- | ---------------------- | ---------------------- |
| Аксу, село      | Білі Води                   | 21896                  | 23620                  | 29541                  | 32896                  |
| Алаш, село      | Чапаєво                     | 1887                   | 1807                   | 3221                   | 2880                   |
| Байтерек, село  | Манкент, Дом отдиха Манкент | 1114                   | 1030                   | 1802                   | 2510                   |